# Шанхар
Шанхар — упразднённый посёлок в Черемховском районе Иркутской области России. Входил в состав Новостроевского муниципального образования. Упразднен в 2015 г.

## География
Располагался на правом берегу реки Урик, вместе впадения в неё ручья Шанхар (вытекает из болота Шанхарское), в 10 км к юго-востоку от центра сельского поселения поселка Новостройка.

## История
Основан в 1876. По данным на 1926 год хутор Шанхар состоял из 1 хозяйства. В административном отношении входил в состав Инговского сельсовета Черемховского района Иркутского округа Сибирского края.

## Население
По данным переписи 1926 года на хуторе проживало 8 человек (5 мужчин и 3 женщин), основное население — русские.
В результатах переписей 2002 и 2010 г. сведения о поселке не представлены.